# Ананий Коласийски
Ананий Коласийски е български духовник, епископ на Кюстендил (Коласия, Баня).
Ананий Коласийски е известен от текста на една приписка в църковна книга, ползвана в църквите „Свети Никола“, „Света Петка“ и Свето Благовещение" в кюстендилското село Слокощица. В приписката се казва че книгата е подновена в през 1644 г. в село Ослокощица при архиерея Пуспун ... и при архиепископа кир Ананий, владика бивши Бански.
Ананий е бил кюстендилски епископ вероятно през периода около 1630 г., преди Пуспун и преди Йосиф (последният споменат като митрополит бански и дарител на светогорския манастир Ксенофонт през 1642 г.) тъй като е немислимо за 2 години (1642 – 1644) на митрополитския трон да са се изредили трима владици.
В документа кюстендилският епископ е именуван като архиепископ Бански, по името Баня, с което е наричан Кюстендил през време на цялото османско владичество.